# Pietro Maffi
Pietro Maffi (Corteolona, 12 oktober 1858 – Pisa, 17 maart 1931) was een Italiaans geestelijke en kardinaal van de Katholieke Kerk.
Maffi bezocht het seminarie in Pavia, waar hij promoveerde in de theologie alvorens in 1881 tot priester te worden gewijd. In datzelfde jaar verleende paus Leo XIII hem de kerkelijk eretitel Kamerheer van Zijne Heiligheid. Hij doceerde vervolgens filosofie en exacte wetenschappen aan het seminarie van Pavia, van welk seminarie hij ook nog rector was. Maffi was de oprichter van de Sterrenwacht en van het Museum voor Natuurlijke Historie in Pavia. Daarnaast was hij hoofdredacteur van de Rivista di scienze fisiche e matematiche (Tijdschrift voor Natuurwetenschappen en Wiskunde). Maffi werd pro-Vicaris-generaal van het bisdom Pavia en kreeg een eredoctoraat van de Universiteit van Parma.
In 1902 benoemde paus Leo hem tot apostolisch administrator van het aartsbisdom Ravenna. Op 9 juni van dat jaar werd hij titulair bisschop van Caesarea in Mauritanië en bisschop-coadjutor van Ravenna. Hij werd niet veel later zelf aartsbisschop van Pisa. Naast zijn aartsbisschoppelijke taken werd hij benoemd tot directeur van de Vaticaanse Sterrenwacht.
Tijdens het consistorie van 15 april 1907 werd hij door paus Pius X kardinaal gecreëerd. Als kardinaal-priester was de Basiliek van San Crisogono in Trastevere zijn titelkerk. Maffi was een van de deelnemende kardinalen aan het Conclaaf van 1914, dat leidde tot de verkiezing van Giacomo kardinaal della Chiesa tot paus Benedictus XV. Zelf had hij overigens als een van de papabili gegolden.
Tijdens het Conclaaf van 1922 gold hij andermaal als kanshebber, maar de kardinalen kozen Achille Ratti als paus Pius XI. In 1925 schreef kardinaal Maffi een felle herderlijke brief, die tegen het fascisme was gericht. De autoriteiten hielden de publicatie ervan tegen.
Maffi was nauw bevriend met de Italiaans Koninklijke familie. Hij leidde de eucharistieviering bij het huwelijk van kroonprins Umberto met Marie José van België. De kardinaal bleef wetenschappelijke artikelen schrijven en baarde opzien toen hij voorstelde om in Pisa een standbeeld op te richten voor Galileo Galilei, de wetenschapper die door de inquisitie nog als ketter was veroordeeld.
Kardinaal Maffi overleed op 72-jarige leeftijd en is begraven in de Dom van Pisa.